# 癮科技
瘾科技（Cool3C）是一家臺灣的3C新聞網站，報導與3C產品相關新聞與報導。

## 歷史
癮科技的創始團隊在2007年到2011年曾經代理商身份經營Engadget中文版網站。，亦曾隸屬於FunMakr Media博客邦有限公司，後來由吳顯二獨立成立上癮科技股份有限公司。
2011年7月，該網站跟香港網站Unwire.hk結成姐妹網站，以求擁有更大讀者群。
於2017年1月進行改版。
2019年4月關鍵評論網宣布併購癮科技，癮科技創辦人吳顯二表示，癮科技多年來致力於消費性電子產品內容，與關鍵評論網旗下 INSIDE的產業分析內容合作，對科技領域的閱聽眾提供最全方面的內容，期許能發揮新的綜效。

## 特點
癮科技以編輯獨特觀點報導各種科技相關內容。站長吳顯二本人即為第一代編輯，是第一代的科技媒體，最早的文章可回溯至2005年。
除日常消費科技產品最新新聞報導、開箱文等內容，亦提供獨具編輯特色的各種專欄，如「一圖看懂」系列以簡明的手繪圖片說明科技、生活相關資訊為特色、「巷口遊戲攤」則介紹從第一代電玩遊戲至今的主機、與經典遊戲等內容。以及年度科技活動整理如「COMPUTEX台北國際電腦展」、「蘋果 iPhone 秋季發表會」等。

## 網站規模
根據ComScore調查數據，癮科技每月約有283萬不重複使用者、900萬次頁面瀏覽，目前在台灣不分類網站中排名37。

## 外部連結
- 癮科技（Cool3C） Facebook主頁 （页面存档备份，存于）
- 癮科技（Cool3C） YouTube主頁 （页面存档备份，存于）
- 癮科技（Cool3C） instagram主頁 （页面存档备份，存于）